# Tünde Vaszi
Tünde Vaszi [ˈtyndɛ ˈvɒsi] (* 18. April 1972 in Pișcolt, Rumänien) ist eine ehemalige ungarische Weitspringerin. 
Seit Mitte der 1990er Jahre erreichte sie fast jedes große Finale. Bei den Olympischen Spielen 1996 in Atlanta wurde sie ebenso Neunte wie bei den Hallenweltmeisterschaften 1997 in Paris.
Es folgten ein vierter Platz bei den Europameisterschaften 1998 in Budapest, ein fünfter bei den Hallenweltmeisterschaften 1999 in Maebashi und ein achter bei den Olympischen Spielen 2000 in Sydney. Bei den Weltmeisterschaften 1997 in Athen und 1999 in Sevilla schied sie in der Qualifikation aus.
2001 kam sie mit ihrer persönlichen Bestleistung von 6,86 Metern bei den Weltmeisterschaften in Edmonton auf den vierten Platz und verfehlte die Bronzemedaille nur um zwei Zentimeter gegenüber Niurka Montalvo (ESP).
Im Jahr darauf gewann sie bei den Europameisterschaften in München die Bronzemedaille mit 6,73 m, bei gleicher Weite zur Zweitplatzierten Jade Johnson (GBR).
Bei den Weltmeisterschaften 2003 in Paris-Saint-Denis wurde sie Sechste, bei den Olympischen Spielen 2004 in Athen Achte, bei den Weltmeisterschaften 2005 in Helsinki Zehnte und bei den Europameisterschaften 2006 in Göteborg Neunte.
In den letzten Jahren versucht sie sich auch im Stabhochsprung. Ihre Bestleistung in dieser Disziplin steht bei 4,25 m (25. Juni 2006, Budapest).
Tünde Vaszi ist 1,72 Meter groß und wiegt 58 kg. 2003 wurde sie zur Ungarischen Leichtathletin des Jahres gewählt. Anfang 2009 beendete sie ihre Karriere.